# Delta (Utah)

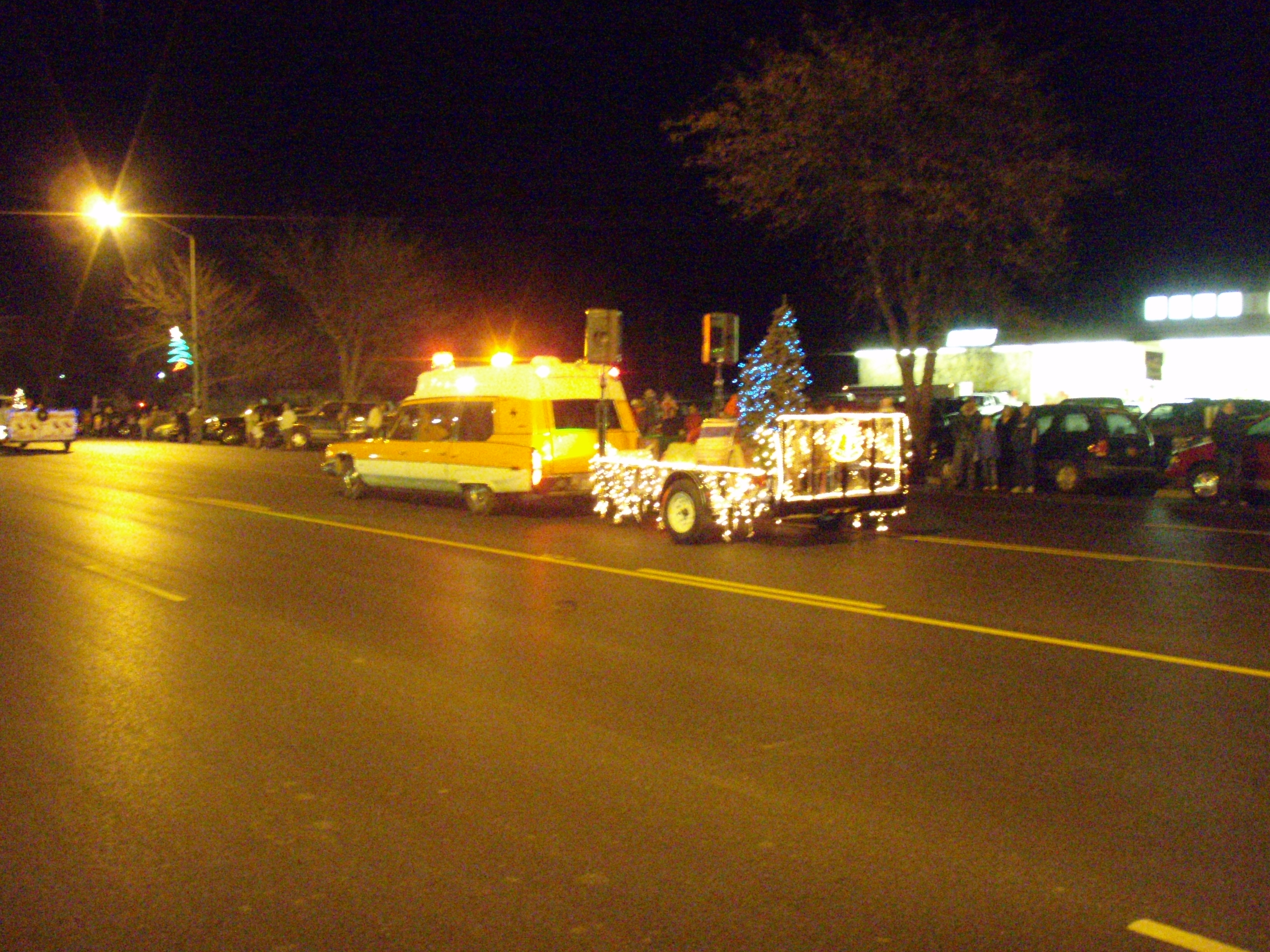
Weihnachtsparade in Delta (2007)

Delta ist eine kleine Stadt im Millard County im US-Bundesstaat Utah. In der Nähe von Delta fließt der Sevier River.

## Demografie
Zum Zeitpunkt der Volkszählung im Jahre 2000 (U.S. Census 2000) hatte die Stadt 3209 Einwohner auf einer Landfläche von 8,2 km². Das Durchschnittsalter betrug 27,7 Jahre (nationaler Durchschnitt der USA: 35,3 Jahre). Das Pro-Kopf-Einkommen (englisch per capita income) lag bei 13.273 US-Dollar (nationaler Durchschnitt der USA: 21.587 US-Dollar). 13,0 % der Einwohner lagen mit ihrem Einkommen unter der Armutsgrenze (nationaler Durchschnitt der USA: 12,4 %). Etwa 9,1 % der Einwohner der Stadt sind deutschstämmig.

## Wirtschaft

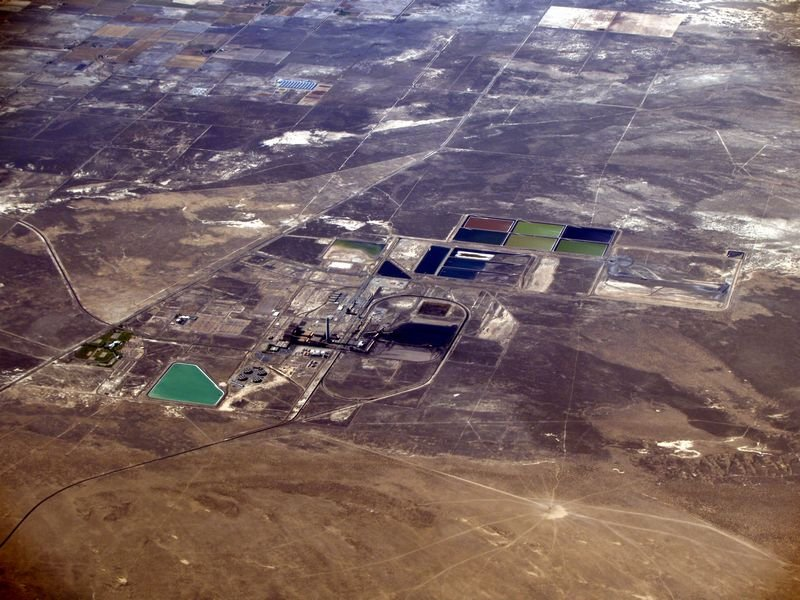
Kohlekraftwerk des Intermountain Power Project nördlich von Delta

Delta ist ein Zentrum der Milchwirtschaft. In der Nähe der Stadt befindet sich in den Cricket Mountains eine Kalksteinfabrik, die zu den zehn größten Kalksteinfabriken der USA gehört. Ein weiterer bedeutender Wirtschaftszweig ist ein großes Elektrizitätswerk, das große Teile des Los Angeles County in Kalifornien mit Strom beliefert.

## Persönlichkeiten
- James E. Faust (1920–2007), Abgeordneter und Apostel der Kirche Jesu Christi der Heiligen der Letzten Tage
- Chrissy Teigen (* 1985), Model und Buchautorin